# بخش کشکسرای
بخش کشکسرای از توابع شهرستان مرند در استان آذربایجان شرقی است. این بخش در جلسه مورخ ۹۹/۱۰/۱۰ هیات وزیران تصویب شد

## تقسیمات کشوری
- بخش کشکسرای:
- دهستان یالقوز آغاج
- دهستان کشکسرای
- شهر: کشکسرای و دیزج حسین‌بیگ